# Comitatul Payne, Oklahoma
Comitatul Payne (în engleză Payne County) este un comitat din statul Oklahoma, Statele Unite ale Americii.